# Bothriocyrtum tractabile
Bothriocyrtum tractabile is een spinnensoort in de taxonomische indeling van de valdeurspinnen (Ctenizidae).
Het dier behoort tot het geslacht Bothriocyrtum. De wetenschappelijke naam van de soort werd voor het eerst geldig gepubliceerd in 1933 door Kendo Saito.